# Meridiano 104 W
O meridiano 104 W é um meridiano que, partindo do Polo Norte, atravessa o Oceano Ártico, América do Norte, Oceano Pacífico, Oceano Antártico, Antártida e chega ao Polo Sul. Forma um círculo máximo com o Meridiano 76 E.
Começando no Polo Norte, o meridiano 104º Oeste tem os seguintes cruzamentos:
| País, território ou mar | Notas                                                                                       |
| ----------------------- | ------------------------------------------------------------------------------------------- |
| Oceano Ártico           |                                                                                             |
| Canadá                  | Nunavut - Ilha Ellef Ringnes                                                                |
| Estreito de Maclean     |                                                                                             |
| Canadá                  | Nunavut - Ilha Edmund Walker                                                                |
| Estreito Desbarats      |                                                                                             |
| Canadá                  | Nunavut - Ilha Cameron e Ilha Vanier                                                        |
| Canal de Byam Martin    | Passa a oeste da Ilha Massey, Nunavut, Canadá · Passa a oeste da Ilha Marc, Nunavut, Canadá |
| Canal de Austin         |                                                                                             |
| Canadá                  | Nunavut - Ilha Byam Martin                                                                  |
| Canal de Parry          | Viscount Melville Sound                                                                     |
| Canal de McClintock     |                                                                                             |
| Canadá                  | Nunavut - Ilha Victoria                                                                     |
| Golfo da Rainha Maud    |                                                                                             |
| Canadá                  | Nunavut continental Territórios do Noroeste Saskatchewan                                    |
| Estados Unidos          | Dacota do Norte Dacota do Sul Nebraska Colorado Novo México Texas                           |
| México                  | Chihuahua Durango Zacatecas Jalisco Nayarit Jalisco Colima                                  |
| Oceano Pacífico         |                                                                                             |
| Oceano Antártico        |                                                                                             |
| Antártida               | Território não reivindicado                                                                 |